# Camponotus semicarinatus
Camponotus semicarinatus är en myrart som först beskrevs av Auguste-Henri Forel 1895.  Camponotus semicarinatus ingår i släktet hästmyror, och familjen myror. Inga underarter finns listade.